# Pic de Verreaux
Celeus grammicus
Sous-espèce
Statut de conservation UICN

 LC  : Préoccupation mineure
Répartition géographique
Le Pic de Verreaux (Celeus undatus grammicus) est une sous-espèce d'oiseaux de la famille des Picidae.
Cet oiseau vit en Amazonie avec une population disjointe dans l'est de la Guyane.

## Description
Il mesure entre 22 et 23 cm de long et pèse environ 67 g. Le plumage est marron avec de nombreuses bandes transversales noires sur le dos, les ailes et la poitrine. Le dessous est jaune, la queue est noirâtre, le bec est jaune crème. Le mâle possède une bande malaire rouge.